# Murg (Südschwarzwald)
Die Murg, auch Hauensteiner Murg, Obere Murg oder Murgbach genannt, ist ein fast 22,5 Kilometer langer rechter Nebenfluss des Rheins, im Abschnitt Hochrhein, im Landkreis Waldshut im Südwesten Baden-Württembergs.

## Name
Zur Unterscheidung von der größeren Murg im Nordschwarzwald, die weiter abwärts ebenfalls in den Rhein mündet, wird diese Murg im Südschwarzwald auch Obere Murg genannt oder nach der einstigen Grafschaft Hauenstein Hauensteiner Murg. Es gibt drei weitere Flüsse gleichen Namens in der Schweiz, die in die Thur, die Aare und den Walensee münden. Zur Etymologie siehe den Artikel zum Gewässernamen Murg.

## Geographie

### Verlauf
Die Quellwiesen der Murg liegen im Hotzenwald auf den Höhen des Südschwarzwaldes bei Lochhäuser südlich von Wehrhalden, einem nördlichen Ortsteil von Herrischried. Auch der künstlich angelegte Sägebach der Fronmühle speist die Murg. Von dort aus fließt die Murg zunächst in einem überwiegend weiten Hochtal mit mäßigem Gefälle mäandrierend nach Süden. An mehreren Stellen zweigen Wühre, lange Bewässerungskanäle, von der Murg ab. Etwa einen Kilometer südlich von Hottingen geht das Hochtal der Murg in ein tief eingeschnittenes, streckenweise schluchtartiges Tal über. Seine felsigen Hänge sind von Mischwäldern bestanden. Die hier einmündenden Nebenbäche bilden regional bekannte Wasserfälle, zunächst der Seelbach als größter Nebenbach der Murg den 13 Meter hohen Strahlbrusch, dann der Lehenbach eine über 40 Meter hohe Folge von Wasserfällen unterhalb der Burgruine Wieladingen. Wenig unterhalb liegt in einer kleinen Talweitung nördlich von Harpolingen die historische Lochmühle, die besichtigt werden kann. Kurz vor der Ortschaft Murg, etwa 2 km vor der Mündung in den Rhein, tritt die Murg aus der Schlucht in das breite Tal des Hochrheins aus.

Wasserfälle im Engtal der Hauensteiner Murg
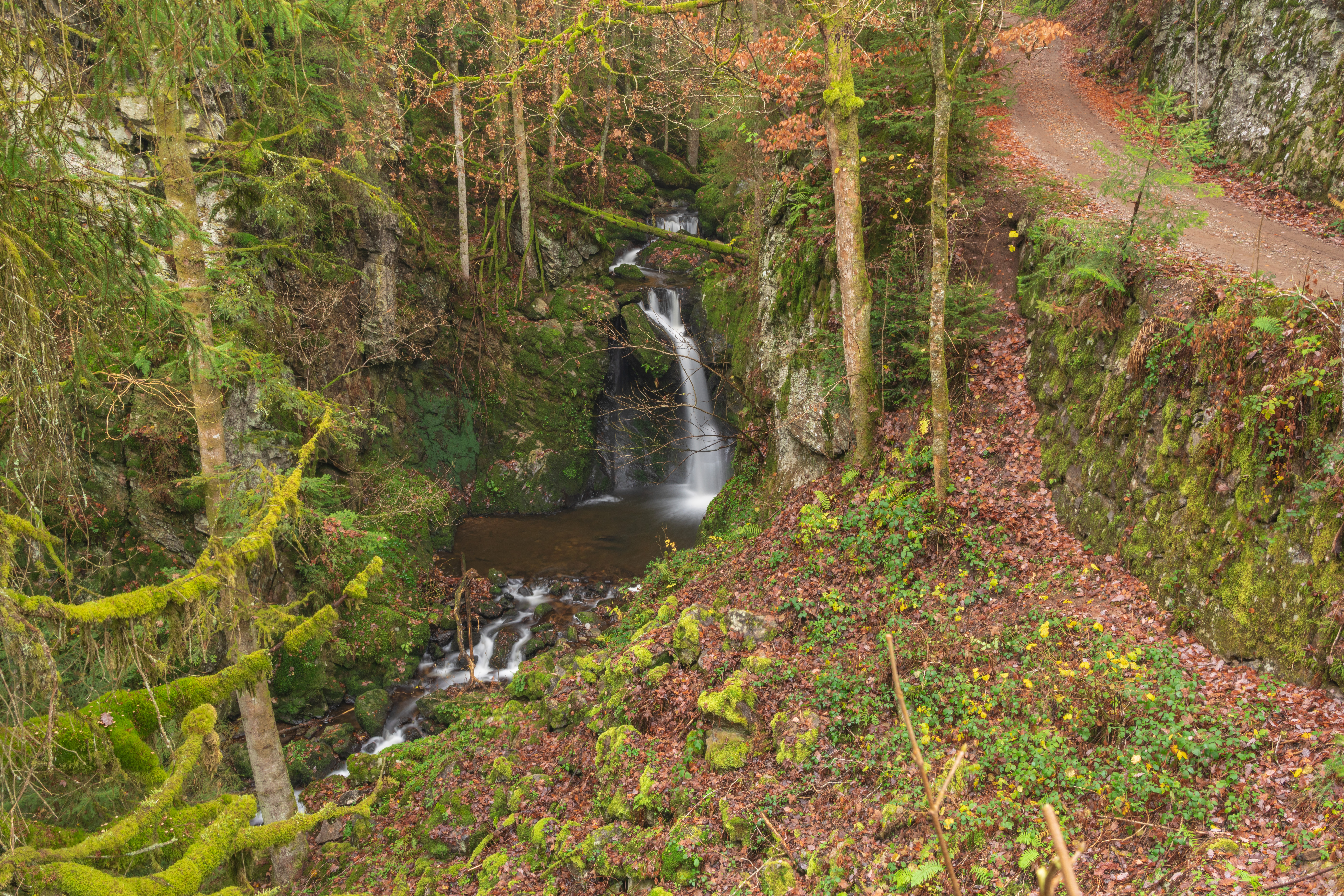
Der Strahlbrusch-Wasserfall des Seelbaches
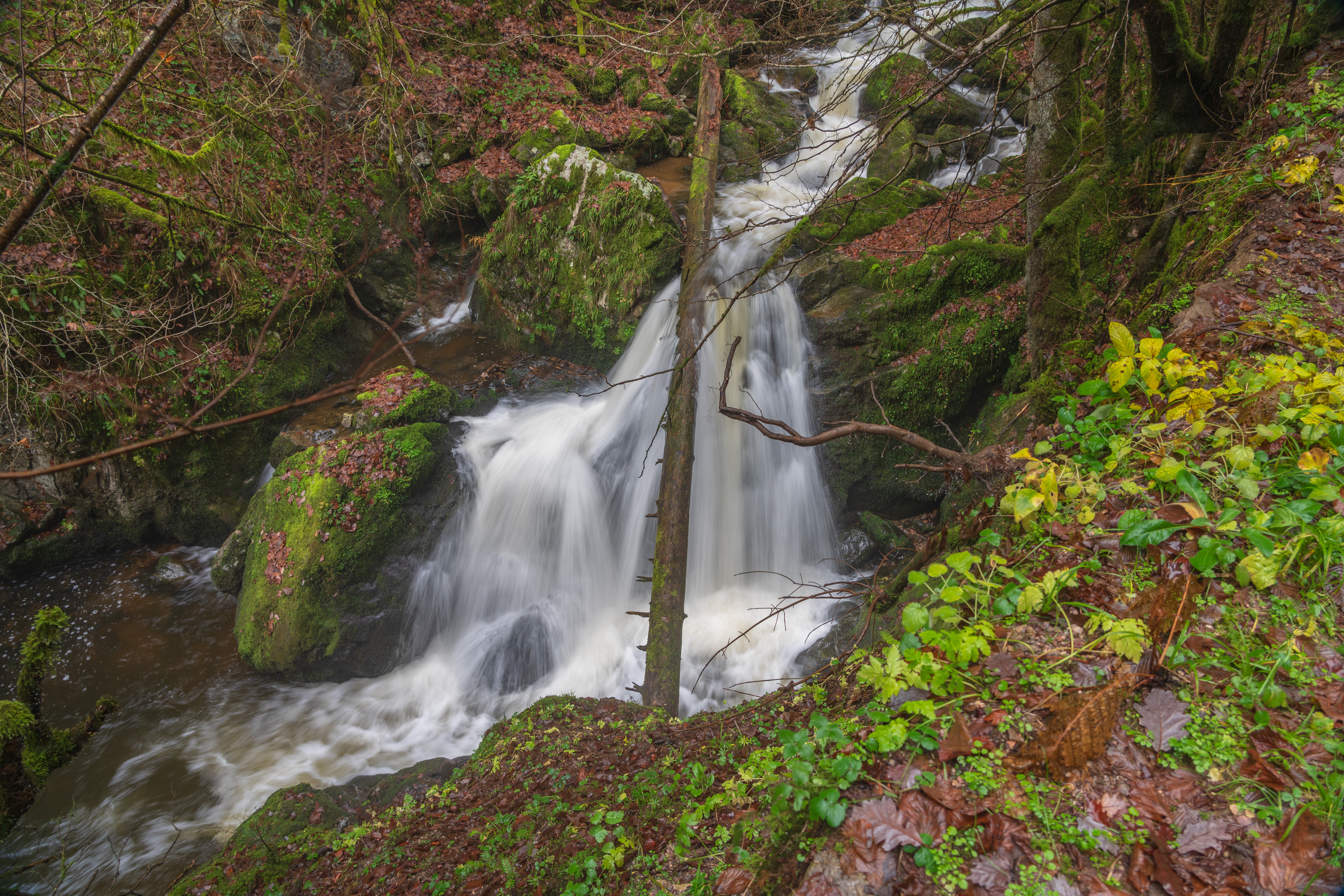
Oberer Murgfall, unterhalb der Seelbachmündung
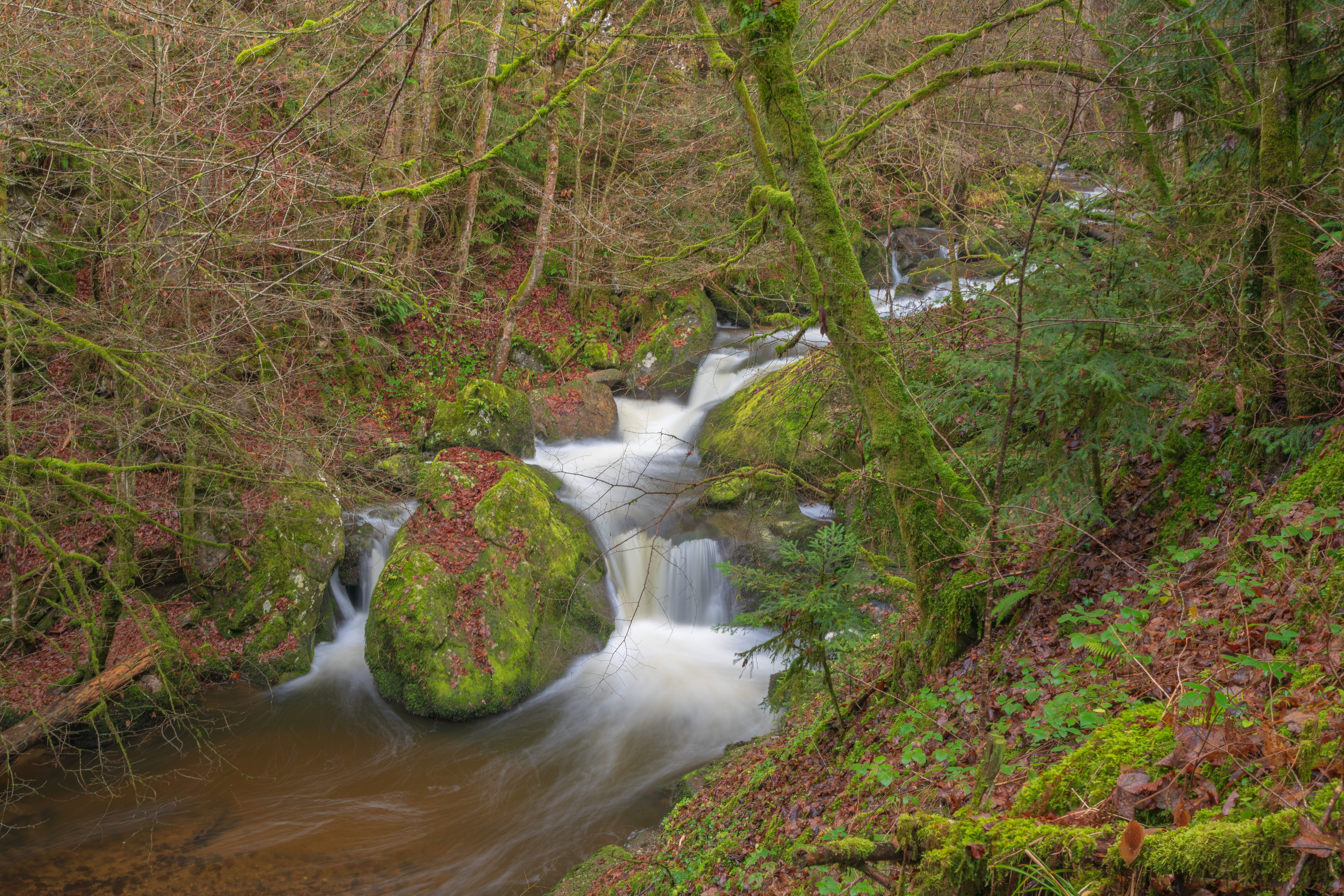
Mittlerer Murgfall, oberhalb der Lehnbachmündung
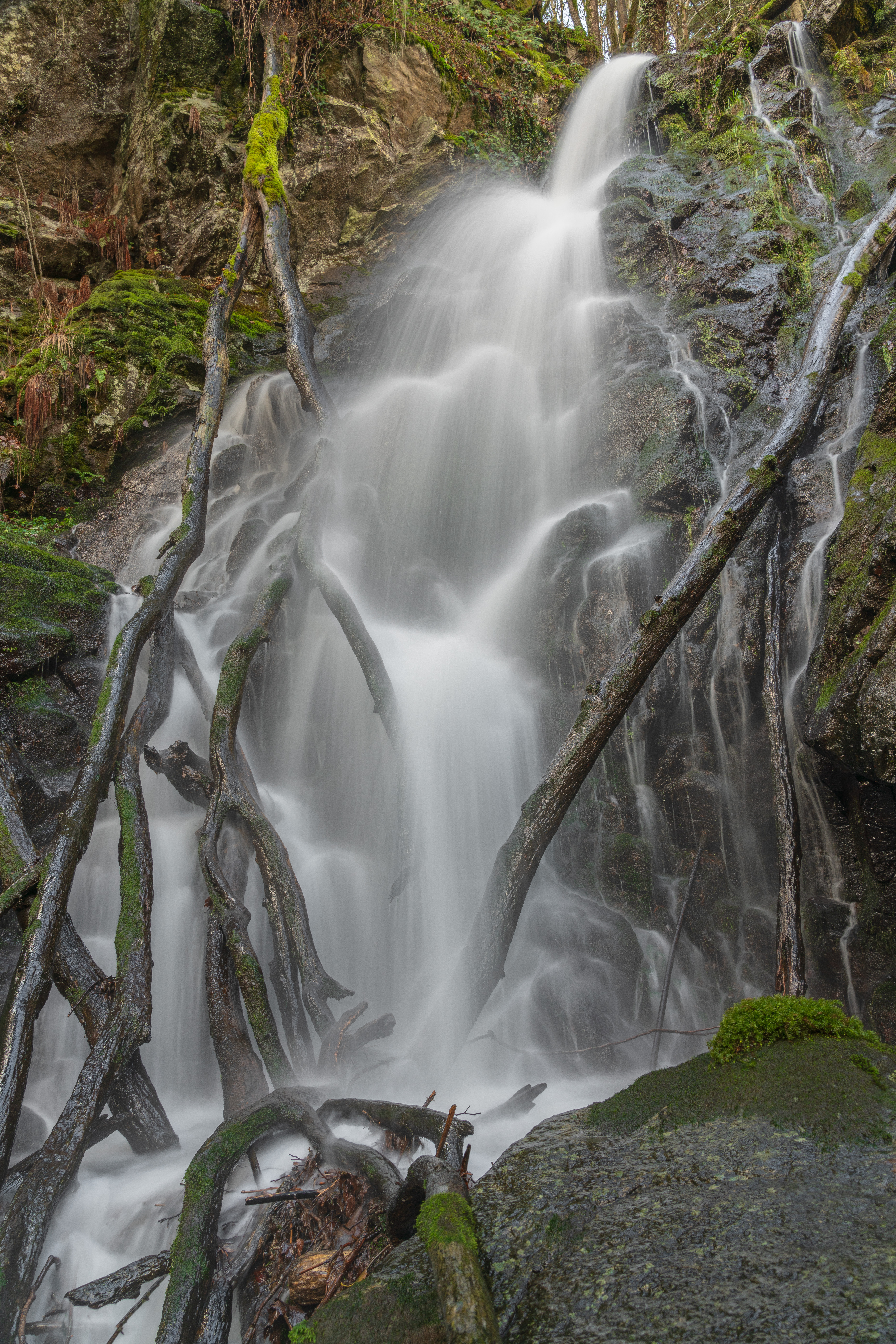
Lehnbach-Wasserfälle bei Ruine Wieladingen, Hauptfall
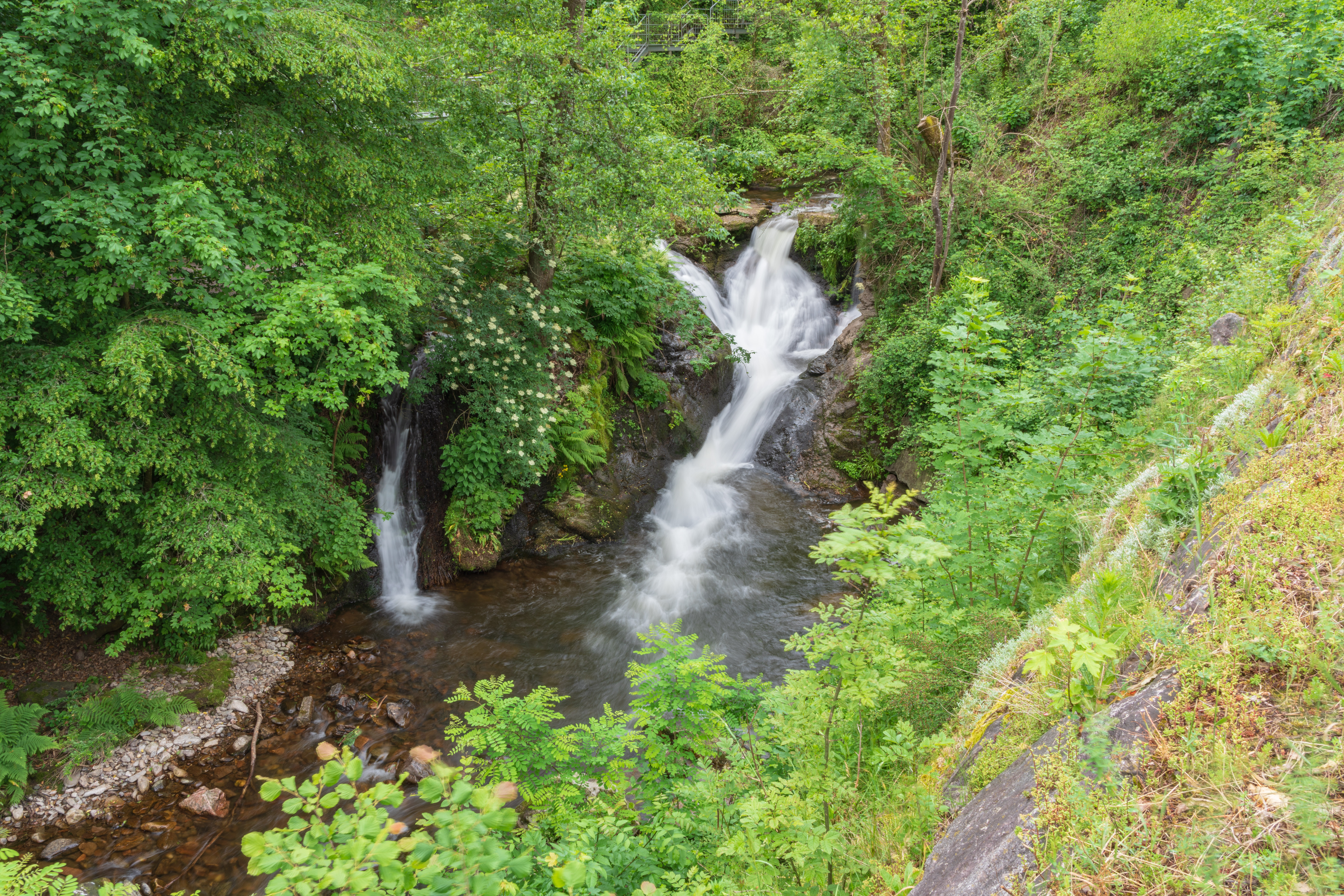
Unterer Murgfall, in Murg

### Zuflüsse und Seen
Liste der Zuflüsse und  Seen von der Quelle zur Mündung. Gewässerlänge, Einzugsgebiet und Höhe nach den entsprechenden Layern auf der Onlinekarte der LUBW. Andere Quellen für die Angaben sind vermerkt.
- Sägebach, von rechts und Nordosten auf etwa 881 m ü. NHN nach Herrischried-Kleinherrischwand, 1,7 km und 0,7 km². Entsteht auf etwa 985 m ü. NHN.
- (Zufluss), von rechts und Nordosten auf etwa 859 m ü. NHN nach Herrischried-Großherrischwand, 1,7 km und 1,4 km². Entsteht auf etwa 910 m ü. NHN.
- (Zufluss), von rechts und Nordosten auf etwa 852 m ü. NHN gegenüber Herrischried-Giersbach, 1,0 km und 0,5 km². Entsteht auf etwa 900 m ü. NHN  im Gewann Eschbrunn.
- Giersbach, von links und Nordnordosten auf unter 840 m ü. NHN, 3,8 km und 3,3 km². Entsteht auf etwa 862 m ü. NHN nördlich von Görwihl-Engelschwand.
- → (Abgang der Hochsaler Wuhr), nach links auf etwa 815 m ü. NHN, Fließt bei Laufenburg (Baden)-Luttingen in den Hochrhein.
- Äußere Gißlen, von rechts und Westnordwesten auf etwa 810 m ü. NHN am Südrand von Herrischried-Mühle, 4,1 km und 6,7 km². Entsteht auf etwa 855 m ü. NHN westlich von Herrischried-Stehle.
- Altbach, von rechts und Nordwesten auf etwa 790 m ü. NHN südöstlich von Herrischried-Niedergebisbach, 4,4 km und 4,0 km². Entsteht auf etwa 1000 m ü. NHN östlich des Hornberg-Speicherbeckens.
- → (Abgang der Hännemer Wühre), nach links auf etwa 815 m ü. NHN. Fließt als Schreiebach in Laufenburg (Baden) in den Hochrhein.
- Kleine Murg, von rechts und Nordosten auf etwa 690 m ü. NHN in Rickenbach-Hottingen, 1,2 km. Entsteht auf etwa 725 m ü. NHN oder höher.
- (Zufluss), von rechts und Westen auf etwa 680 m ü. NHN am Südrand von Hottingen, 0,6 km. Entsteht auf etwa 700 m ü. NHN oder höher.
- Altbach, von links und Nordosten auf knapp 670 m ü. NHN, 1,2 km. Entsteht auf etwa 695 m ü. NHN östlich von Hottingen.
- (Zufluss), von rechts und Nordwesten auf knapp 650 m ü. NHN östlich von Rickenbach-Nagelfriedelshof, 1,5 km. Entsteht auf etwa 742 m ü. NHN bei Rickenbach.
- Seelbach, von rechts und Nordwesten auf etwa 609,4 m ü. NHN[LUBW 2] östlich von Rickenbach-Wickertsmühle, 6,4 km und 13,0 km².[LUBW 6] Entsteht auf etwa 744 m ü. NHN bei Rickenbach-Rüttehof.
- Schwarzbach, von links und Nordosten auf etwa 590 m ü. NHN nordöstlich von Rickenbach-Wieladingen, 1,9 km und 1,5 km². Entsteht auf etwa 685 m ü. NHN.
- Lehbächle oder Lehenbach, von rechts und Nordwesten auf etwa 461 m ü. NHN[LUBW 2] unterm Sporn der Burgruine Wieladingen, 1,7 km und 2,2 km². Entsteht auf etwa 570 m ü. NHN oder höher bei Rickenbach-Schweikhof.
- Rohrbächle, von links und Nordnordosten auf unter 400 m ü. NHN gegenüber Bad Säckingen-Harpolingen, 0,8 km. Entsteht auf etwa 502 m ü. NHN nahe der Quelle des folgenden.
- (Zufluss), von links und Norden auf etwa 356,4 m ü. NHN[LUBW 2], 1,3 km. Entsteht auf etwa 504 m ü. NHN westsüdwestlich von Murg-Oberhof.
- (Zufluss), von links und Norden auf unter 330 m ü. NHN bei Murg-Hinterer Hammer, 1,0 km. Entsteht auf etwa 423 m ü. NHN.
- Langmattgraben, von links und Nordosten in Murg, 1,2 km. Entsteht auf etwa 315 m ü. NHN vor dem Nordostrand von Murg.

## Erschließung
Nahezu den gesamten Verlauf des Flusses begleitet ein gut ausgebauter Wanderweg, der Murgtalpfad. Im Oberlauf der Murg wird das Hochtal durch die Landesstraße 151 erschlossen, die von Todtmoos im Hochschwarzwald kommend bis zur Ortschaft Murg führt, wo die Straße durch die B34 aufgenommen wird. Den unteren, felsigen Talabschnitt begleitet sie über die angrenzenden Hochflächen. Dort folgt dem Wildbach eine schmale, nicht asphaltierte Gemeindestraße mit vier engen Tunnels, die für den allgemeinen Verkehr gesperrt ist und vor allem von Wanderern und Radfahrern genutzt wird. Bei hohem Wasserstand ist die Murg mit ihrem schweren Wildwasser auch für Wildwasserkanuten attraktiv.

## Schutzgebiete
Als Landschaftsschutzgebiete (LSG) ausgewiesen sind zwei Talabschnitte. Auf den Markungen der Gemeinden Herrischried und Görwihl das 7,8 km² große LSG Oberes Murgtal, ausgewiesen durch Verordnung des Landratsamts Waldshut vom 5. Dezember 1986 (Schutzgebietsnummer 3.37.015). Am felsigen Unterlauf ab der Hottinger Kapelle liegt das 2,45 km² große LSG Murgtal, unter der Schutzgebietsnummer 3.37.008 ausgewiesen durch Verordnung des ehemaligen Landratsamts Säckingen vom 21. Oktober 1940. 

### LUBW
Amtliche Online-Gewässerkarte mit passendem Ausschnitt und den hier benutzten Layern: Lauf und Einzugsgebiet der Hauensteiner Murg

Allgemeiner Einstieg ohne Voreinstellungen und Layer: Daten- und Kartendienst der Landesanstalt für Umwelt Baden-Württemberg (LUBW) (Hinweise)
1. 1 2  Höhe nach dem Höhenlinienbild auf dem Hintergrundlayer Topographische Karte.
2. 1 2 3 4  Höhe nach grauer Beschriftung auf dem Hintergrundlayer Topographische Karte.
3. 1 2  Länge nach dem Layer Gewässernetz (AWGN).
4. ↑  Einzugsgebiet nach dem Layer Aggregierte Gebiete 05.
5. ↑  Einzugsgebiet nach dem Layer Basiseinzugsgebiet (AWGN).
6. ↑  Einzugsgebiet aufsummiert aus den Teileinzugsgebieten nach dem Layer Basiseinzugsgebiet (AWGN).

### Andere Belege
1. ↑  Günther Reichelt: Geographische Landesaufnahme: Die naturräumlichen Einheiten auf Blatt 185 Freiburg i. Br. Bundesanstalt für Landeskunde, Bad Godesberg 1964. → Online-Karte (PDF; 3,7 MB)
2. ↑  LUBW: Abfluss-Kennwerte HQ und MQ/NQ (Memento des Originals vom 28. Dezember 2017 im Internet Archive)  Info: Der Archivlink wurde automatisch eingesetzt und noch nicht geprüft. Bitte prüfe Original- und Archivlink gemäß Anleitung und entferne dann diesen Hinweis., abgerufen am 1. Oktober 2016